# Полевской медеплавильный завод
Полевской медеплавильный завод — медеплавильный, чугуноплавильный и железоделательный завод, действовавший в 1724—1930 годах, располагался в городе Полевском Свердловской области.

## Географическое положение
Располагался при Думной горе на берегу реки Полевая, притоке реки Чусовой, в 52 километрах к юго-западу от Екатеринбурга на государственной земле.

## История создания

### Открытие месторождения
В 1702 году на берегах реки Полевой была обнаружена медь, а в 1709 году железная руда, это месторождение известно как гумёшевское. Как писал Н. К. Чупин на основе архивных источников, руда не разрабатывалась, в 1713 и 1716 годах была произведена разведка месторождения.
В то же время E. H. Черных и Б. B. Mеньшиков в «Горной энциклопедии» указывают, что «в 1709 году началась промышленная разработка руды, которую отправляли на Уктусский завод, а затем и на Екатеринбургский завод, а в 1718 на Полевской медеплавильный завод». Но это не может соответствовать истине, ибо Екатеринбургский и Полевской заводы заработали только в 1723 и 1724 годах соответственно.

### Основание рудника и завода
В мае 1719 года была начата разработка Полевского медного рудника, был построен ряд шахтёрских строений. Но они были сожжены кочевниками-башкирами, считавшими эти земли своими и запретившими в дальнейшем строиться здесь.
В декабре 1720 года башкирцам было отправлено из сената послание Петра I, приказавшего обустроить местность и наказать башкирам смириться. В послании Петра I рудник был назван «заводом» из-за смешения этих терминов в старину, что, возможно, и повлияло на разночтения в датах основания завода и рудника в современных источниках.
Место для строительства нового завода выбирал лично В. Н. Татищев, а Г. В. де Геннин докладывал императору о том, что на речке Полевой построена «плотина и при ней рудопереплавные, и обжигательные, и прочие фабрики». С июля 1723 года началась активная разработка месторождений Поповского а отчасти Гумёшевского, Руды эти сначала возились для проплавки на Уктусский и на построенный в этом же году Екатеринбургский заводы.
В 1724 году был основан Полевской медеплавильный завод для обработки руды из расположенных в округе богатых месторождений меди. Основным поставщиком медного сырья для завода был Гумёшевский рудник. Также поставки поступали с Карасьевского рудника, а железная руда — с Красногорского, Полдневского (ближнего и дальнего), Северского, Раскуихинского, Чусовского рудников, расположенных в 4-15 верстах от завода. В сентябре 1724 года Полевской завод выплавил первую партию меди, а был достроен в 1727 году.
В 1735 году В. Н. Татищев утвердил клеймо для продукции Полевского медеплавильного завода. Оно включало изображение символа богини Венеры (♀) — Зеркало Венеры, являвшегося алхимическим символом меди, им с 1735 по 1759 годы клеймилась полевская медь. Штыковая медь клеймилась буквами «П.З.». В настоящее время это клеймо изображено на гербе города Полевской.
Существует гипотеза, согласно которой использование этого клейма послужило причиной возникновения легенды о Хозяйке Медной горы (Гумёшевского рудника) — духе места и покровительнице местных руд. Упоминания об этом предании встречаются в творчестве уральского писателя П. П. Бажова.
В 1735—1736 годах управляющим Полевского завода служил М. С. Кутузов.
В 1753 году пришлось делать новый отвод лесных земель из расчёта 100 лет для совместных пользования с Северским и Сысерстким заводом.

### Крестьянская война под предводительством Емельяна Пугачёва
В январе 1774 года А. Ф. Турчанинов остановил завод, вооружил мастеровых и организовал оборону завода. После исчезновения угрозы нападения повстанцев завод был запущен вновь.

## Полевской железоделательный завод
Основным поставщиком медного сырья для завода являлся Гумёшевский рудник. Однако после 1873 года, когда Гумёшевский рудник оскудел, стал нерентабельным и был закрыт, Полевской медеплавильный завод был перепрофилировали в железоделательный.
20 декабря 1917 года завод был национализирован. В 1920 году был объединён с Северским заводом, совместно в 1920 году было произведено 150 тысяч пудов железной проволоки, 10 тысяч пудов медной проволоки, 54 тысяч пудов гвоздей. В 1921 году Северский завод встал, а Полевской завод продолжил как механический цех, железоделательное оборудование было демонтировано и перевезено на Ревдинский завод. В 1922—1924 годах завод не работал. 16 ноября 1925 года завод перешёл по концессии акционерному обществу «Лена Голдфилдс». В 1925—1926 годах было выплавлено 664 тонн красной меди, но основной поставщик медной руды Зюзельский рудник в 1928 году добычу прекратил. В 1930 году государство прекратило договор с обществом «Лена Голдфилдс», и завод в этом же году прекратил своё существование.
В 1930 году на территории завода открылся райпромкомбинат, который занимался обработкой древесины, изготовлением валенок, горшков и прочих товаров повседневного спроса.
В годы Великой Отечественной войны на территории завода разместился машиностроительный завод «Красный металлист», эвакуированный из Москвы.
И в настоящее время бывшую территорию медеплавильного завода занимает Полевской машиностроительный завод.

## Оборудование завода
В 1724 году по указу де Генина была заложена доменная печь. В 1728 году для промывки руд была сооружена главная плотина длиной в 489,9 метров и дополнительная. Была запущена промывальная фабрика с 1 чаном и 12 корытами, а также 1 обжигальная (перемётная) печь.
В 1729 году была также кузница с 2 горнами, медеплавильная фабрика с 9 плавильными печами, 2 кричными горнами, рудной толчеёй с 6 пестами, обжигальная фабрика с 13 печами на роштейн и спорштейн, промывательный амбар с 6 корытами, 2 чанами, железными ситами для просеивания руд, рудобойный молот, толчейный амбар с толчеёй с 12 пестами, 3 цренами для варки купороса.
К 1735 году были построены одна домна, две кузницы с 3 горнами в каждой, медеплавильная фабрика с 9 печами, 4 парами гармахерских мехов, рудной толчеёй в 6 пестов, обжигальная фабрика с 27 перемётными печами, рудобойная фабрика с 1 рудобойным молотом, две пробирные светлицы с 1 пробирным горном и 1 печью в каждой, пильная мельница, купоросная фабрика не действовала. В 1740 году медеплавильная фабрика насчитывала 6 печей и 5 горнов, а в 1750 году были уже 2 домны (действующая и запасная).
В 1771 году действовала доменная фабрика с 2 печами (действующей и запасной), медеплавильная фабрика с 9 печами, 1 гармахерским горном, 1 штыковым горном, 1 шплейзофеном, обжигальная фабрика с 22 горнами, две мусорные толчеи с 26 пестами, тягловая мусорная толчея с 12 пестами, пильная мельница, меховая фабрика, три плотничных светлицы. Плавка меди производилась из смеси «подрудка» с Полевского рудника с сеянной и мытой («мыткой») рудой с Гумёшевского рудника.
В 1781 году запущена механическая мастерская.
В 1797 году действовала две медеплавильные фабрики с 9 плавильными печами, кричным и гармахерским горнами, шплейзофенная фабрика с 1 шплейзофеном, доменная фабрика с 1 домной.
В 1808 году, согласно данным берг-инспектора П. Е. Томилова, на заводе была плотина, укреплённая серым бутовым камнем в длину 276,9 метра, шириной внизу — 53,5 метра, шириной вверху — 32 метра, высотой — 9,6 метра, воды в заводском пруду скапливалось до 6,1 метра.
Каменная доменная фабрика с домной и 4 цилиндрическими мехами при одном водяном колесе, бездействующая мусорная толчея с 10 пестами, с производительностью 1 тысяча пудов руды в сутки. Из 100 пудов руды получали 55—65 пудов чугуна. В каменной расковочной фабрике была печь для нагревания железа, 2 молота для расковки меди на поделки. В каменной медеплавильной фабрике имелось 9 плавильных печей, 4 деревянных цилиндрических мехов при одном водяном колесе с производительностью 150—160 пудов руды в сутки, из которой получали 2—3,5 пудов чёрной меди, 10-20 пуд медноватых криц. Медноватые крицы пережигались в кричном горне. На заводе также числились шплейзофен, штыковой горн, кузница с 6 горнами, меховая, лесопилка, конюшня, кирпичный сарай. Медная руда поступала с Гумёшевского рудника, а железная руда с 5 железных рудников, имелось 6 неразрабатывающихся железных рудников и 7 затопленных. Рудники находились в 3—23 верстах от завода. В 1859 году использовались три водяных колеса общей мощностью в 180 л. с. и семь паровых машин общей мощностью в 421 л. с. На заводе было 19 медеплавильных шахтных печей, 2 шплейзофена, 2 гармахерских горна.
В 1863 году имелись 14 медеплавильных печей, 2 шплейзофена, 2 гармахерских горна, 1 водяное колесо в 60 л. с. и 5 паровых машин общей мощностью в 357 л. с. В 1864 году для нужд медеплавильной фабрики запущена паровая воздуходувная машина в 40 л. с. В 1865 году запущена медеплавильная печь системы В. К. Рашета.
В 1881 году внедрено пудлинговое производство. В 1880 году на заводе было 5 пудлинговых, 3 сварочных, 3 медеплавильных печи, 2 паровых молота, 6 прокатных станов, 3 кузнечных горна. В 1884 году был сооружён небольшой канал и плотины на реке Глубокой. В 1885 году числилась 1 турбина в 70 л. с. и 2 паровых машин общей мощностью в 77 л. с.
В 1890 году работали 3 сварочных и 5 пудлинговых печей, 1 паровой молот, 7 прокатных станов, 3 кузнечных горна, запущены генераторы, обслуживающие пудлинговые печи и работающие на хвое и торфе, модернизированы газопудлинговые печи и одна сварочная печь. В 1891 году остановлено медеплавильное производство, медеплавильная печь демонтирована. В 1890-х годах действовали 2 простых пудлинговых печи с производительностью до 200 пудов в сутки каждая, 3 пудлинговых печи системы Сименса с производительностью до 280 пудов в сутки каждая, паровой молот системы Конде в 2,5 тонн для обжима пудлинговых кусков, 3 сварочных печи Сименса с генераторами, мелкосортный и крупносортный прокатные станы, турбина в 70 л. с, 2 неподвижных паровых машины общей мощностью в 105 л. с., 6 действующих и 14 недействующих паровых котлов.
В 1897 году была запущена штанговая электростанция, обслуживавшая весь Сысертский горный округ. В 1902 году запущена быстроходная мелкосортная машина с производительностью в 2 тысяч пудов в сутки мелких сортов железа и проволоки с паровой машиной «Компаунд» в 200 л. с.

## Собственники завода
С 1724 года по 1758 год завод принадлежал казне. В 1757 году купец из Соликамска Алексей Фёдорович Турчанинов выкупил у государства Полевской завод, и указами Сената от 29 января и 14 марта 1757 года завод был передан. Наряду с Северским и Сысертским заводами Полевской медеплавильный стал основой Сысертского горнозаводского округа.
В 1787 году завод перешёл к наследникам А. Ф. Турчанинова и стал собственностью Ф. С. Турчаниновой, А. А. Зубовой, Е. А. Титовой, Е. А. Кокошкиной, Н. А. Колтовской, Н. А. Ивелич, А. А., П. А. и А. А. Турчаниновых, которые создали семейно-паевое товарищество.
В 1832 году в семейно-паевое товарищество вошёл Павел Дмитриевич Соломирский, скупивший паи у других владельцев, а в 1869 году стал основным владельцем завода.
В 1861 году завод из-за долгов перешёл в казну, но 1864 году возвращён наследникам А. Ф. Турчанинова. В 1870 году по наследству завод перешёл сыну Дмитрию Павловичу Соломирскому.
В 1912 году завод перешёл в собственность британской компании — Акционерного общества Сысертского горного округа.

## Численность завода
В 1770 году численность завода было 325 мастеровых и работных людей (из них 174 рудокопщика, 40 малолеток у погона лошадей при тягловой толчее), крепостных крестьян не было. В 1797 году числились 11 крепостных и 783 казённых мастеровых, а также 8287 крестьян, приписанных как к Полевскому, так и к Северскому и Сысертскому заводам. В 1860 году на заводе и Гумёшевском руднике (вместе с золотыми приисками) трудилось 2484 человек, в 1861 году — 1974 человека.
В 1863 году на заводе числилось 708 человек на основных работах и 762 человек на вспомогательных. В 1885 году численность составила 161 человек на основных работах и 675 человек на вспомогательных. В 1890 году на основных работах трудилось 225 человек, на вспомогательных — 1025 человек.

## Продукция завода
В основном продукция завода отгружалась на местную продажу и в караванный отпуск, медь шла на Екатеринбургский монетный двор для монетной чеканки. Чугун шёл на передел в Северский завод. В 1890 году производилось полосовое, круглое, четырёхгранное, шинное и другие сорта железа.
- 1724 — 0,2
- 1725 — 1,1
- 1730 — 4,0
- 1735 — 1,1
- 1740 — 1,1
- 1745 — 1,1
- 1750 — 2,3
- 1755 — 3,1
- 1760 — 13,5
- 1770 — 19,4
- 1773 — 14,3
- 1776 — 24,6
- 1783 — 29,0
- 1785 — 16,2
- 1787 — 14,8
- 1795 — 11,9
- 1800 — 8,0
- 1807 — 12,9
- 1811 — 12,8
- 1815 — 27,0
- 1823 — 17,4
- 1825 — 13,6
- 1830 — 12,6
- 1832 — 11,1
- 1834 — 8,8
- 1840 — 12,1
- 1845 — 16,6
- 1850 — 16,4
- 1855 — 20,0
- 1860 — 29,4
- 1861 — 17,7
- 1865 — 32,0
- 1869 — 26,8
- 1870 — 20,4
- 1875 — 4,1
- 1880 — 2,3

- 1760 — 50,8
- 1770 — 72,0
- 1781 — 83,5
- 1782 — 7,9
- 1783 — 52,8
- 1784 — 15,3
- 1785 — 25,7
- 1795 — 37,7
- 1800 — 29,1
- 1807 — 32,6
- 1810 — 41,6
- 1811 — 49,4
- 1815—162,7
- 1820 — 25,8
- 1825—155,6

- 1873—170,8
- 1875—156,9
- 1880—206,5
- 1885—201,1
- 1890—287,6
- 1895—281,6
- 1897—305,6
- 1899—231,6
- 1900—323,5
- 1902—263,2
- 1903—168,0
- 1905—155,6
- 1906 — 97,8
- 1907 — 36,3